# Beidi (nomadfolk)

Karta visar var Beidi levde

Beidi eller Di (北狄; Běidí) var ett forntida icke-kinesiskt folk som levde i norra delen av dagens Kina under Shangdynastin (1600 till 1045 f.Kr.) och Zhoudynastin (1045 till 256 f.Kr.). Beidi var tillsammans med Dongyi (东夷), Xirong (西戎) och Nanman (南蛮) de fyra barbariska stammarna som fanns på alla sidor om det kinesiska kärnområdet, och som av kineserna nedsättande kallades Fyra barbarer (四夷).
Under tiden för Kung Xiang av Zhou (r. 651 f.Kr–619 f.Kr.) invaderade Beidi Östra Zhoudynastins huvudstad Wangcheng.
Kinesiska källor från Vår- och höstperioden (770–481 f.Kr.) beskriver "Vita Di" (白狄), "Röda Di" (赤狄) och "Långa Di" (長狄). Det finns belägg för att "Röda Di" var samma folk som folket Guifang som nämns i orakelbensskriften från Shangdynastin (ca 1600–1046 f.Kr).